# 遠州鉄道磐田営業所
遠州鉄道磐田営業所（いわたえいぎょうしょ）は、遠州鉄道（遠鉄バス・遠鉄観光）の営業所の一つであり、静岡県磐田市を主に浜松市の一部を管轄する。

## 沿革
2015年に福田営業所は廃止となったが路線や車両、乗務員は当営業所が引き継いだ。また、当営業所の廃止前には既に管轄路線は共同管轄となっており、管轄路線図も共同のものとなっていた。
2021年4月1日、浜松南営業所が廃止になった為、磐田営業所が所轄する浜松南車庫となる。また、浜松南営業所が所轄していた車庫も磐田営業所の所轄となる。

## 現在の所管路線

### e-wing
- 掛川IC→磐田IC→浜松西IC→中部国際空港
- 中部国際空港→浜松西IC→浜松駅→磐田IC→掛川IC
- 浜松駅 - 浜松西IC - 中部国際空港
- 掛川IC - 磐田IC - 浜松西IC

浜松西ICで浜松駅発着便に接続

### 磐田市立病院福田線
- 10：（加茂川方面 - ）磐田駅 - 磐田駅南口 - 静岡産業大学 - 大原団地 - 福田車庫 - 豊浜郵便局
  - 磐田駅発着は存在せず、磐田市立病院方面との直通系統か磐田駅南口折り返しのみである。
  - 平日の一部便のみ静岡産業大学を経由する。
  - 一部、福田車庫発着便あり
- 31：（豊浜方面 - ）磐田駅 - 加茂川 - 美登里町 - 二階家 - 大久保東原 - 磐田市立病院
  - 一部、北高校前を経由する便がある。
- 磐田北小 - 北見町

#### 概要
磐田駅から磐田市立病院方面、福田方面へ行く路線である。かつては磐田市立病院-美登里町-磐田駅-豊浜-松山-横須賀車庫間を結んでいたが、豊浜以東の袋井市旧浅羽町は田園地帯で、豊浜郵便局-横須賀車庫間は2004年3月に廃止された。廃止寸前は1日4便(朝と夕方のみ)運行していたが、昭和50-60年頃は1時間ヘッドで運行していた。廃止直前は、おもに磐田方面から横須賀高校へ通う生徒の足として確保していたが、廃止にともなう説明の中で、遠鉄は掛塚さなる台線の横須賀車庫行の便と福田営業所で接続させて、乗り換えを促している。福田営業所-豊浜間はかつて道幅がかなり狭く、バス同士のすれ違いが困難であった。太田川に架かる豊浜橋を架け替えた際、道路拡幅したため狭隘区間にあった「豊浜四ツ角」停留所が廃止され、「豊浜」停留所が新設された。（「豊浜郵便局」停留所が新設される前にあった「豊浜」停留所とは場所が異なる。＜その時代にはデマンドボタンが設置されていた。＞）
- 90年代まで二之宮経由が存在したが磐田駅南の道路が狭く、上下でルートが違った。
- 31・32について
  - 新・磐田市立総合病院開院する前は「草崎大藤線」として磐田駅を経由して草崎方面へ直通していた。
  - それ以前は31は「大藤線」で担当は磐田営業所で、32は「磐田山梨線」で担当は袋井営業所であった。現在も系統番号が大藤方面と山梨方面で違うのはこの名残である。
  - 32が大藤線に編入されたときに、山梨方面でも磐田北高経由は31で同様に笠梅原止まりも31であった。
  - 大藤線当時の山梨行の前幕は「32磐田駅笠梅原山梨」であったが、なぜか側面幕では31であった。
  - 磐田市立病院行が神増原行と同じである(現在は廃止)のは、上記の通り笠梅原止まりが31だった名残である。
  - かつては見付本通りが大型車が通行できなかったため、上りと下りでルートが違っていた。(上りは旧国道1号線まわりで新通町経由、下りは北高校前経由)
  - 磐田北高経由は道幅が狭いため、昔も今も下りのみの運行である。
  - 草崎大藤線の名残か、長野小学校発磐田駅経由磐田市立病院行が存在したが、掛塚さなる台線の草崎経由の廃止と共に廃止された。
- 山梨行きは32（上りは先に磐田駅行きも廃止された山梨発豊浜方面行きも磐田市立病院系統や廃止された神増原系統と同じく10）の番号が付され、豊浜方面（一部） - 磐田駅 - 加茂川 - 美登里町 - 二階家 - 大久保東原（交差点西側） - 磐田市立病院（一部） - 大久保東原（交差点東側） - 笠梅 - 山梨の系統だった。
  - 大久保東原バス停は交差点東西に設置されており、磐田市立病院の前後で2回停車していた。
- かつて存在した31神増原系統に磐田市立病院を経由しない系統も存在した。
- 北見町行で、元宮と緑ヶ丘は降車専用となっている。
- 二階家より先の区間では磐田駅を19:30以降に出発する便に限り、フリー降車が可能である。
- 本系統は事業者単独では路線維持が困難なことから、国（地域間幹線系統確保維持費国庫補助金）・県（バス運行対策費補助金）の補助を受けて運行している（磐田駅 - 磐田市立病院系統、磐田駅南口 - 豊浜郵便局系統）。また、市の補助（磐田市生活バス路線維持費補助金）を受けて運行している（北高校前経由などを含むすべての系統、磐田市内の区間に限る）[1]。
- 「市民プール」が「岡田郵便局」に名称変更されている。
- 「中島上」が「福田中島上」に名称変更されている。
- 「消防署前」が「福田交番前」に名称変更されている。
- 「福田営業所」が「福田車庫」に名称変更されている。
- 「促進住宅」が「遠鉄ストア見付店」に名称変更されている。

#### 年表
- 1998年：新・磐田市立総合病院開院とともに、福田天竜線の磐田駅以南と、大藤線が合体して磐田市立病院福田線誕生、33富士見町系統誕生
- 2004年3月31日：豊浜郵便局-横須賀車庫間廃止
- 2006年4月1日：磐田駅南口への乗り入れ開始
- 2006年10月1日：遠州ふくで荘閉鎖とともに、遠州ふくで荘乗り入れ廃止
- 2010年6月1日：「新都市クリニック」バス停を、「新都市病院」に名称変更。
- 2014年9月30日：磐田駅-富士見町-磐田市立病院間廃止(33富士見町系統)
- 2015年3月31日：二階家-神増原間廃止(31神増原系統)
- 2019年9月30日：山梨-大久保東原間廃止(32山梨系統)

### 城之崎線
- 21：磐田駅→加茂川→見付→東高校→城之崎→ヤマハ発動機→磐田営業所
- 25：磐田駅 - 城之崎 - ヤマハ発動機 - 磐田営業所( - スズキ磐田工場)

#### 概要
- 1990年代前半は一色浅名線としてスズキ磐田工場 - 城之崎 - 磐田駅 - 上岡田 - 鮫島 - 福田中学校前 - 福田営業所を結ぶ路線であった。しかし、1994年に鮫島 - 福田中学校前 - 福田営業所間は廃止され、磐田駅で路線が分断されて城之崎線となった。（もう一方は鮫島線となっている）
- 1997年に鎌田松袋井線（現:松袋井線）の鎌田地区を引き継ぎ、27に鎌田経由が誕生した。
- 東部小経由東新町行きや浅羽中学行きの幕に東部小の文字が書かれていないのは、全便東部小経由だった名残である。
- 東新町系統は一部便を除き循環運転であり、引き続きの乗車ができた。
- 2002年10月に掛塚さなる台線の93千手堂系統と94草崎系統を合体させ、掛塚城之崎線が誕生したが、2006年9月に廃止された。掛塚城之崎線当時は、93掛塚 - 千手堂 - 磐田駅 - 東部小 -東新町、94掛塚 - 草崎中 - 磐田駅 - 鎌田 - 東新町を結ぶ路線であった。
- スズキ磐田工場行で磐田営業所→スズキ磐田工場間は降車専用となっている。
- 本系統は事業者単独では路線維持が困難なことから、磐田市の補助（磐田市生活バス路線維持費補助金）を受けて運行している[1]。
- 「市民文化会館」が「磐田農業高校東」に名称変更されている。

#### 年表
- 2019年9月30日：東新町-浅羽中学間廃止。
- 2020年9月30日：西貝塚北ｰ東新町間廃止。市民文化会館が磐田農業高校東に名称変更。

### 中ノ町磐田線
- 80：浜松駅 - 子安 - 浜松アリーナ - 橋羽 - 中ノ町
- 80：浜松駅 - 子安 - 浜松アリーナ - 橋羽 - 中ノ町 - 長森 - 磐田駅 - 加茂川 - 見付 - 磐田営業所
- 80：浜松駅 - 子安 - 浜松アリーナ - 橋羽 - 中ノ町 - 長森 - 磐田駅 - 加茂川 - 見付 - 東高校 - ヤマハ - 磐田営業所
- 80：磐田駅 - 加茂川 - 見付 - 磐田営業所

- 浜松と磐田を結ぶ路線で、東海道沿いを走行する。
- 浜松駅 - 磐田営業所系統は事業者単独では路線維持が困難なことから、国・県の補助（地域間幹線系統確保維持費国庫補助金）及び磐田市の補助（磐田市生活バス路線維持費補助金）を受けて運行している[1]。
- 磐田駅 - 磐田営業所系統及び東高校系統は市の補助（磐田市生活バス路線維持費補助金）を受けて運行している（磐田市内の区間に限る）[1]。
  - 1986年4月1日：磐田線と（旧浜松市営バス）山の手線を統合し、50 80 磐田山の手線として運行開始する。85を分離した直後は磐田山の手線が誕生するまでの短期間のみ磐田線という名称だった。
    - 磐田山の手線当時は、磐田営業所まで10分毎、袋井まで1時間毎で、三方原営業所のバスも磐田営業所まで乗り入れていた。なお、袋井発着便が誕生したのは、85が袋井線から労災篠ヶ瀬線と路線名が変わり、磐田営業所止まりとなってからである。
    - 最長で袋井から浜松駅を経て医科大学まで(その逆も有り)の長大系統も存在した。

  - 方向幕は、袋井浜松線時代までは他の路線と同じ表示であったが、磐田山の手線となった時にあずき色の白抜き文字のものに変更され、現在に至る。(この頃、新旧の方向幕が存在していた)
  - 2006年3月末で路線分断し、50 80 磐田山の手線が50 山の手医大線と80 中ノ町磐田線となる。
  - 2018年現在は浜松駅からは20分毎、約3分の2は中ノ町までの運行で、磐田駅へは1時間に1～2便程度。磐田駅から磐田営業所までの区間便も1時間に1便程度運行されている。
  - 平日一便のみ磐田東高校、ヤマハ発動機を経由する便がある。
  - 2019年9月30日：磐田営業所 - 袋井駅 - 袋井土木・袋井車庫間廃止
  - 「経済連」が「下万能」に名称変更されている。
  - 「国道加茂川」が「新加茂川橋」に名称変更されている。

### 山の手医大線
- 50：浜松駅 - 伝馬町 - 市役所前 - 小豆餅南 - 三方原営業所 - 医科大学

### 掛塚さなる台線

#### 鴨江方面
- 9：浜松駅 - 鴨江観音 - 根上り松 - 県営住宅 - 佐鳴台小学校 - 佐鳴台団地 - 医療センター（平日朝1便のみ掛塚発根上り松止あり、平日朝2便のみ掛塚発あり、平日20時台以降・土日祝21時台以降の便は佐鳴台団地止）
- 9：浜松駅→鴨江観音→根上り松→県営住宅→佐鳴台小学校→佐鳴台団地→富塚車庫（平日夜1便のみ）

#### 掛塚方面
- 90：浜松駅 - 芳川 - 掛塚
- 90：豊浜郵便局→福田車庫→駒場→掛塚→芳川→浜松駅
- 90：豊浜郵便局→福田車庫→岡→掛塚→芳川→浜松駅（土日祝日の最終便のみ）
- 96：浜松駅→芳川→掛塚→駒場→福田車庫→豊浜郵便局

#### 概要
- 豊浜・福田、掛塚方面から浜松駅方面への路線、および浜松駅から鴨江・根上り松を経由して佐鳴台団地や医療センターへ行く路線である。
- 掛塚系統・豊浜系統は事業者単独では路線維持が困難なことから、国（地域間幹線系統確保維持費国庫補助金）・県（バス運行対策費補助金）の補助及び磐田市の補助（磐田市生活バス路線維持費補助金、磐田市内の区間に限る）を受けて運行している（鴨江方面直通系統及び岡経由系統は除く）[1]。
- 浜松駅発掛塚止まり、豊浜行、横須賀車庫(現:横須賀)行は共に90であったが、後に掛塚止まりが90、豊浜行が96、横須賀車庫行が97となり区別された。この名残で、現在も浜松駅行(上り)は掛塚・豊浜・横須賀どの地点発もすべて90である。ただし、バス停の行先案内には96や97も存在している。
- 掛塚さなる台線において95が使用されていないのは、大塚線(現:大塚ひとみヶ丘線)が運行開始時に95を使用していたためである。
- かつては鴨江方面 - 掛塚方面のスルー運転が中心だったが、現在ではほぼ解消されている。
- この他に、佐鳴台団地止まりや富塚車庫行があるが、そちらは舘山寺営業所の項を参照。また、掛塚発着便は浜松南営業所の項を参照。
- 竜洋営業所が存在していた頃は、竜洋営業所が90掛塚止まりと92や93を担当し、福田営業所(現:磐田営業所福田車庫)が90豊浜、横須賀車庫(現:横須賀)行を担当していた。この時は浜松南営業所は掛塚さなる台線を担当していなかった。
- この路線とは直接の関係はないが、かつては9松島線という路線が運行されており、芳川まで当路線と同じ経路で浜松駅 - 新町 - 相生 - 東部公民館 - 芳川 - 下江町 - 松島 - 遠州浜東(当時浜松営業所管轄の遠州浜車庫が立地)が運行されていた。さらに前は東町まで同じ経路で浜松駅 - 新町 - 相生 - 東部公民館 - 芳川 - 下江町 - 立野 - 東町 - 松島 - 遠州浜東であった。
- 「東脇」が「福田東脇」に名称変更されている。
- 「ふくで荘入口」が「福田港入口」に名称変更されている。
- 「芥田学園入口」が「修学舎入口」に名称変更されているが、学校側からの要望により、「浜松修学舎入口」に名称変更されている。
- 2025年3月21日:「教育文化会館」が「五社神社入口」に名称変更。

#### 年表
- 1986年4月1日：市営バスさなる台線(遠鉄バスの佐鳴台線とは別)を引き継いだ路線と、90横須賀線、92とつか線、93千手堂線を浜松駅通過系統とし、掛塚さなる台線として運行開始。これにより、遠州浜佐鳴台線は遠州浜蜆塚線と路線名が変更される。
- 199x年誕生に伴い、新町経由からアクトシティ経由に変更。
- 1996年：94草崎系統誕生、90豊浜行は96に、90横須賀行は97へ番号を変更。
- 2002年10月1日：横須賀、豊浜、福田始発の便が金洗東経由から駒場経由に変更。
- 2006年4月1日：掛塚方面発・浜松駅方面行のほとんどの便が浜松駅止まりに変更。浜松駅から掛塚方面行の本数が日中12分ヘッドから15分ヘッドへ減便。一方浜松駅から、佐鳴台方面行の本数が日中12分ヘッドから8 - 10分ヘッドへと増便。
- 2007年4月1日：磐田営業所も掛塚さなる台線を担当するようになった。
- 2015年10月1日：94草崎系統が廃止された。また、福田営業所が廃止されたことにより、主管路線となった。
- 2020年10月1日：92掛塚 - とつか - 豊田町駅 - 磐田駅 - 南高校 - 加茂川 - 東高校の系統を廃止。
- 2021年4月1日：97横須賀系統が廃止された。また、浜松駅から掛塚方面行きの日中の本数が平日で20分間隔、土日祝で30分間隔と大幅に減便され、92とつか系統、93千手堂系統、96豊浜系統も減便された。
- 2022年4月1日：92とつか系統、93千手堂系統を廃止。磐田市が浜松バスに運行委託する掛塚磐田駅線に引き継がれている。

### 磐田天竜線
- 30：磐田駅 - 加茂川 - ららぽーと磐田 - 平松 - 天竜二俣駅 - 山東
- 30：磐田駅 - 加茂川 - 平松 - 天竜二俣駅 - 山東
- 30：磐田駅 - 加茂川 - ららぽーと磐田
  - ららぽーと磐田オープンに伴い磐田営業所も担当することになった。山東系統についても2017年10月のダイヤ改正時から担当している（それまでは運行系統図には表記されていたものの担当していなかった）。
  - 本系統は事業者単独では路線維持が困難なことから、国・県の補助（地域間幹線系統確保維持費国庫補助金、バス運行対策費補助金、山東系統（ららぽーと経由を含む）のみ）及び磐田市の補助（磐田市生活バス路線維持費補助金、ららぽーと発着系統を含む、磐田市内の区間に限る）を受けて運行している[1]。

### 大塚ひとみヶ丘線
- 6:浜松駅 - 北寺島 - 西伝寺 - 安松南 - 大塚南 - 新貝住宅
- 36：浜松駅 - 尾張町 - 市役所南 - 富塚 - 神田原 - 湖東高校 - 湖東高校南 - ひとみヶ丘中 - 湖人見団地
- 36：浜松駅 - 尾張町 - 市役所南 - 富塚 - 神田原 - ゆう・おおひとみ中 - ひとみヶ丘中 - 湖人見団地
  - 磐田営業所担当便は湖人見団地発着のみ。
  - 平日朝1便のみ新貝住宅発浜松駅・湖東高校南経由湖人見団地行がある。
  - 新貝住宅行において、緑化推進センター→新貝住宅間は降車専用となる。
  - 石原西より先の区間は浜松駅を19:30以降に出発する便に限り、フリー降車が可能である。なお、緑化推進センター→新貝住宅間は鶴見富塚じゅんかんとの重複区間ではあるが鶴見富塚じゅんかんでは設定されていない。
  - 古人見より先の区間は浜松駅を20時以降に出発する便に限り、フリー降車が可能である。なお、この区間は伊佐見線と重複しているが伊佐見線では設定されていない。

### 遠州浜蜆塚線
- 1 ：浜松駅 - 中島 - 芳川 - 下江町 - リズム前 - 遠州浜中 - 遠州浜四丁目 - 遠州浜温泉
- 1 ：浜松駅 - 中島 - 芳川 - 下江町 - リズム入口 - 遠州浜中 - 遠州浜四丁目（一部便のみ）
  - 2015年10月のダイヤ改正で、磐田営業所も平日のみ遠州浜線を担当していた。
  - 浜松南営業所との統合により全便移管された。
  - 遠州浜温泉行において、遠州浜四丁目→遠州浜温泉間は降車専用となる。
  - 朝晩の便は遠州浜四丁目発着となる。
  - 遠州浜西→遠州浜四丁目の区間では浜松駅を19:30以降に出発する便に限り、フリー降車が可能である（三島江之島線も同様）。

### 中田島線
- 4 ：浜松駅 - 浜松南病院 - 中田島砂丘 - 中田島車庫
- 4 →８-22：中田島砂丘→浜松南病院→浜松駅→尾張町→市役所南→医療センター→入野→大平台高校→大平台1丁目（平日朝1便のみ）
- 4 →51：中田島車庫→中田島砂丘→浜松南病院→浜松駅→伝馬町→市役所前→せいれい病院→和合町→泉四丁目→本田技研→イオンタウン浜松葵→姫街道車庫（平日朝1便のみ）
- 4 →51：中田島砂丘→浜松南病院→浜松駅→伝馬町→市役所前→せいれい病院→和合町→泉四丁目→本田技研→イオンタウン浜松葵→姫街道車庫（平日朝1便のみ）
  - 2021年4月1日 - 浜松南営業所廃止に伴い、移管。
  - 2021年10月1日 - 平日1往復のみ運行されていた恵学園系統を廃止[2]。

### 三島江之島線
- ５：浜松駅 - 三島町 - 寺脇橋 - 鉄工団地南 - 本田 - 南行政センター
- ５：浜松駅 - 三島町 - 寺脇橋 - 鉄工団地南 - 本田 - 江之島アーチェリー場 - 遠州浜中 - 遠州浜四丁目（朝晩数本のみ、浜松駅発江之島アーチェリー場止もある）
- ５：浜松駅→三島町→寺脇橋→（直通）→本田→浜松特別支援学校
- ３：浜松駅 - 向宿町 - 鉄工団地南 - 本田  - 南行政センター - 江之島アーチェリー場 - 遠州浜中 - 遠州浜四丁目（平日朝晩のみ、浜松特別支援学校発浜松駅行もある）
- 浜松駅→江之島高校（直通）
- 浜松駅 - 浜松特別支援学校（直通）
  - 遠州浜四丁目発着便のうち、三島系統は南行政センターを経由しない。
  - 遠州浜西→遠州浜四丁目の区間では浜松駅を19:30以降に出発する便に限り、フリー降車が可能である（遠州浜蜆塚線も同様）。
  - アンサンブル江之島停留所は2024年9月30日をもって廃止された。当停留所は上りと一部の下り（向宿経由遠州浜四丁目行および南行政センター経由浜松特別支援学校行）のみ経由となっていた。

### 鶴見富塚じゅんかん
- ８・８：浜松駅 - 市役所前 - 常楽寺 - 学芸高校前 - せいれい病院 - 長坂橋 - 富塚 - パークタウン - 富塚車庫 - 医療センター - 広沢小学校 - 市役所南 - 尾張町 - 浜松駅
- 91：浜松駅 - 浜松修学舎 - 飯田（- いきいきプラザ天竜川 ）- 鶴見 - 新貝住宅

### 大平台線
- ８-22：浜松駅→尾張町→市役所南→医療センター→入野→大平台高校→大平台1丁目
- ８：大平台1丁目→入野→医療センター→広沢小学校→市役所南→尾張町→浜松駅
- ９-22：浜松駅→鴨江観音→根上り松→佐鳴台小学校→入野→大平台1丁目
- ９-22：浜松駅→鴨江観音→根上り松→佐鳴台小学校→佐鳴台団地→入野→大平台1丁目
- ９：大平台1丁目→入野→佐鳴台小学校→根上り松→鴨江観音→浜松駅
  - 入野西より先の区間は浜松駅を20時以降に出発する便に限り、フリー降車が可能である。

### 小沢渡線
- 16-4：浜松駅 - 浅田 - 春日町（- すずかけセントラル病院） - 法枝町 - 小沢渡 - 柏原西
- 16-4：浜松駅 - 浅田 - 春日町（- すずかけセントラル病院） - 法枝町 - 小沢渡 - 浜松市総合水泳場
- 16-4：浜松駅 - 浅田 - 春日町 - 天方産業 - 法枝町 - 小沢渡 - 柏原西（平日朝夕の一部便のみ）

### 舘山寺線
- 31：浜松駅 - 尾張町 - 市役所南 - 富塚 - 神田原 - 伊佐見橋
  - 磐田営業所担当便は伊佐見橋発着のみ。
  - 管内路線図では30系統は番号のみ表記されている。
  - 浜名湖ガーデンパーク行において、村櫛→浜名湖ガーデンパーク間は降車専用となる。
  - 舘山寺南→村櫛間は浜松駅を19:30以降に出発する便に限り、フリー降車が可能となっている。
  - 浜名湖花博2024開催期間に限り、30：浜松駅 - 尾張町 - 市役所南 - 富塚 - 神田原 - 伊佐見橋 - 湖東団地中 - 和地 - 浜名湖パルパル - 舘山寺町　を運行していた。

### 泉高丘線
- 51：浜松駅 - 伝馬町 - 市役所前 - せいれい病院 - 和合町 - 泉四丁目 - 本田技研 - イオンタウン浜松葵 - 姫街道車庫

### 笠井線
- 浜松駅→西遠学園
  - 平日開校日のみ運行の西遠学園行きは、磐田営業所が担当している。
  - 西遠学園到着後、以前は中ノ町車庫へ回送していたが、現在は「南行政センター」への回送となっている。

- 2021年4月1日より旧浜松南営業所が所管していた路線を磐田営業所が引き継いでいる。詳細は遠州鉄道浜松南営業所#廃止直前の所管路線を参照されたい。

## 袋井市自主運行バス
遠鉄アシストが受託運行していた路線を2023年4月に遠州鉄道へ移管した。専用のラッピングが施された10人乗りのワンボックスカーで運行している。なお、ナイスパスは両路線とも使用できない。

### 北部循環線
- 51（左回り）・52（右回り）：袋井駅北口 - ピアゴ - 堀越一丁目 - 土橋 - 太田西 - 深見東 - 上久能公会堂 - イオン袋井 - 可睡の杜 - 聖隷袋井市民病院 - 鷲巣下 - 袋井図書館 - 袋井駅北口
  - 始発便のみイオン袋井発となる。

### 南部循環線
- 53（左回り）・54（右回り）：袋井駅南口 - 神長 - 白雲荘 - 浅羽東小前（→岡山→風見の丘→柏木） - 浅羽支所 - パディ - 浅岡北 - 松袋井 - 木原 - ピアゴ - 上新池 - ノブレスパルク袋井 - 袋井駅南口
  - 右回りの一部便は岡山 - 柏木を経由する。

## 廃止路線
下記以外の廃止路線については遠鉄バス#廃止路線を参照。

### 労災篠ヶ瀬線
- 85：浜松駅 - 労災病院 - 篠ヶ瀬 - 一言 - 見付 - 磐田営業所
- 85：中ノ町→篠ヶ瀬→労災病院→浜松駅
  - 笠井高台線の75（労災病院経由）や76（労災病院正門経由）が開設される前は労災病院正門を経由していた。さらにその以前は将げん町で曲がらずに労災病院南経由であった。
  - かつては袋井浜松線として袋井や法多山まで運行していた。その頃は80も同じ袋井浜松線で、橋羽経由磐田営業所止まりが80、篠ヶ瀬経由袋井行きが85という棲み分けであった。その名残で、路線図は労災篠ヶ瀬線と法多線は同じ黄土色である。80が磐田線となった時に85は袋井線と路線名が変更され、更に磐田営業所止まりとなった時に現在の路線名に変更された。この時、袋井行きは80に継承された。
  - 労災病院経由かつ系統番号の色が茶色なのにも関わらず系統番号が70番台ではなく80番台なのは、前述の袋井浜松線の系統だった名残である。
  - 一時期、85のうち一部の便は新天竜川橋を通らずに旧天竜川橋を経由していた時期があった。
  - 1998年の磐田市立病院移転による福田天竜線の廃止に伴い、磐田駅 - 旧磐田市立病院 - かぶと塚公園間は、労災篠ヶ瀬線に組み込まれたが、翌年廃止された。その後平日開校日1便のみ磐田駅 - 総合福祉会館 - 磐田警察東の系統があったが2015年2月に廃止された。
  - 国道1号の新天竜川橋が上り、下りと別の橋になった事による道路拡幅の為、「国道中ノ町」バス停が廃止された。
  - 土日祝ダイヤに一便のみ中ノ町発、篠ヶ瀬経由浜松駅行きが存在する。

### 法多線
- 袋井車庫 - 袋井駅 - 清水町（ - 静岡理工科大学） - 法多山
- 袋井車庫 - 袋井駅 - 大門 - 愛野駅
- 袋井車庫 - 袋井駅 - 清水町 - 愛野駅
- 青木町 - 法多山 - 菩提 - 菩提西
  - その他にも、青木町止まり、静岡理工科大学入口止まり、直通袋井駅行きがある。
  - 袋井車庫発着の便と袋井駅発着の便が混在する。
  - 昭和50年代の法多線は浜松駅発着の路線であったが、後に85 袋井浜松線(篠ヶ瀬経由)(現:労災篠ヶ瀬線)に引き継がれた。この時から法多線は現在の運行形態となる。なお、袋井浜松線当時に浜松駅発着便は廃止された。
  - かつて清水町・菩提経由、大門・菩提経由の法多山行きも存在した。
  - 2004年4月に大門・菩提経由法多山行きと大門経由愛野駅行きを統合して、大門・愛野駅・法多山・菩提経由袋井高校入口行きが誕生した。この系統は小学生のための学輸ダイヤである。
  - 2013年3月に袋井車庫発大門・愛野駅・法多山・菩提経由袋井高校入口行きが廃止され、青木町発法多山・菩提経由菩提西行きが誕生した。
  - 平日の始発の袋井車庫発法多山・菩提経由袋井駅行きは、2013年3月に大門経由から清水町経由に変更された。
  - 大半の区間は袋井市デマンドタクシー法多線となっている。

### 中田島線
- 4 ：中田島車庫 - 米津神社 - 恵学園
  - 2021年4月1日 - 浜松南営業所廃止に伴い、移管。
  - 2021年10月1日 - 廃止[2]。

### 浅田米津線
- 15： 浜松駅 - 浅田宮前 - 法枝住宅 - 田尻橋 - 卸本町（- アルラ前） - 米津神社
  - 2021年4月1日 - 浜松南営業所廃止に伴い、移管。
  - 2021年10月1日 - 廃止[2]。

### 掛塚さなる台線
- 92：浜松駅 - 芳川 - 掛塚 - とつか - 豊田町駅( - 磐田駅)
- 93：浜松駅 - 芳川 - 掛塚 - 駒場 - 千手堂 - 磐田駅

- 93：掛塚 → 千手堂 → 磐田駅(→南高校→加茂川→北高校前)
  - 2022年3月31日 - 廃止。掛塚から先の区間は磐田市生活バス路線「掛塚 - 磐田駅線」としてリニューアルした（運行委託先：浜松バス）。

## 方向幕
かつての磐田営業所のバスの幕式方向幕は、鎌田松袋井線、大藤線当時の方向幕も存在し、法多線の愛野駅行きの方向幕は、愛野駅開業以前の終点だった「上石野」になっていた。
2008年4月に幕の入れ替えをし、2012年夏頃に袋井車庫所属の車両や理工科大学のスクールバスも幕の入れ替えをしたため、現在は残っていない。
2012年秋頃にLED式幕車に、法多線（直通系統等）や松袋井線（袋井駅行き）の行き先が追加された。上記の入れ替えた幕にはそれらの行き先が入っていないため、「遠州鉄道」幕にプラカードが使用される。

## 車両
磐田営業所は元来日野車のみであったが、現在はバスメーカー3社全てのバスを保有している。